# Левен, Владимир Петрович
Владимир Петрович Левен — советский механизатор, Герой Социалистического Труда (1981). Лауреат Государственной премии CССР (1979), заслуженный работник сельского хозяйства (1974).

## Биография
Родился 19 апреля 1932 года на Украине, в селе Александровка, Михайловский район, Запорожская область.
- В 1945—1957 годах — рабочий, тракторист, комбайнер в совхозе «Фёдоровский» Федоровского района Костанайской области.
- В 1957—1960 годах — тракторист-комбайнер в совхозе «Петропавловск» Пресновского района Костанайской области.
- С 1960 года — бригадир звена комбайнёров. В десятую пятилетку он возглавлял звено, собравшее 179358 ц зерна.
- С 1965 года — член КПСС.

## Награды и звания
- Заслуженный работник сельского хозяйства Казахской ССР (1974)
- Лауреат Государственной премии СССР (1979)
- 3 ордена Ленина
- Орден Трудового Красного Знамени
- Герой Социалистического Труда (1981)
- Медали

## Семья
По национальности немец. Отец: Лёвен Пётр Яковлевич (1897—1945), мать: Лепп Маргарита Генриховна (1902—1973). Жена: Руссман Паулина Маркусовна (1932—2012). Дети: дочь Лидия (1954), сын Владимир (1956—2011), дочь Зинаида (1959), сын Виктор (1963), сыновья двойняшки Сергей (1973—1973), Анатолий (1973).